# Distretto di Garu-Tempane
Il distretto di Garu-Tempane (ufficialmente Garu-Tempane District, in inglese) era un distretto della Regione Nordorientale del Ghana.
Nel 2018 è stato soppresso, il territorio è stato suddiviso nei distretti di Garu (capoluogo: Garu) e Tempane (capoluogo: Tempane).